# Siewier Gansowski
Siewier Feliksowicz Gansowski (ros. Се́вер Фе́ликсович Гансо́вский; ur. 15 grudnia 1918 w Warszawie, zm. 6 września 1990 w Moskwie) – radziecki pisarz.
Wziął czynny udział w II wojnie światowej, zgłosił się ochotniczo do armii w 1941 r. Był snajperem, zwiadowcą w morskiej piechocie, został ciężko ranny w 1942 r. Po powrocie z frontu zakończył studia filologiczne na uniwersytecie w Leningradzie.

## Adaptacje filmowe
- Poligon – radziecki krótkometrażowy film animowany z 1977 roku w reżyserii Anatolija Pietrowa.
- Dzień gniewu – radziecki film z 1985 roku w reżyserii Sułambieka Mamiłowa.